# Fiorina la vacca
Fiorina la vacca è un film del 1972 diretto da Vittorio De Sisti. Soggetto e sceneggiatura di Fabio Pittorru assemblano e reinterpretano situazioni e personaggi estrapolati da varie commedie del Ruzante, e in particolare dal Primo Dialogo de Ruzante, dal Bilora, dalla Fiorina e dalla Moscheta, scritte fra il 1529 e il 1532.

## Trama
La storia è ambientata nel XIV secolo. Un contadino vende la sua vacca Fiorina per andare soldato di ventura. Da qui la bestia viene continuamente sottoposta ad una serie di passaggi di proprietà (alcuni leciti e altri meno). Alla fine la vacca viene venduta ad un riccone, il quale poi si procura come amante anche la moglie del contadino, di nome Fiorina pure lei. Quest'ultima rifiuterà di tornare col legittimo marito quando questi si ripresenterà a cercarla.
Filo conduttore al film sono due personaggi, che compaiono in quasi tutti i passaggi di proprietà: Fiorina, la vacca, e compare Michelon, testimone delle varie vicende e ambiguo suggeritore di soluzioni che si rivelano costantemente fallimentari per chi gli presta ascolto. Sempre presente come impiccione e vigliacco, pronto a tirarsi indietro in ogni guaio combinato.
Così è per il primo nuovo padrone della vacca, Menego, al quale fa credere che la moglie Iacomina lo tradisce con un suo corteggiatore, un giovane che per vivere si arrangia a fare piccoli lavori di manovalanza, per questo chiamato Tonin Stropabusi, lo fa travestire da soldato spagnolo che la seduce e quando si svela il gioco la donna se ne va per andare a stare con il suo ragazzo. Il marito li raggiunge offrendo dapprima il perdono alla moglie, poi proponendogli di tenersi la donna, ma lasciargli la mucca. Infine tenta di irrompere nella casa del giovane ma viene ferito da lui, costretto a scappare insieme alla donna. A Menego, pentito di quello che ha fatto non rimane che il solito Michelon che lo ritrova.
Fiorina passa al marito di Betta, particolarmente preoccupata dell'"onor" della figlia Teresa, che chiede insistentemente che cosa significa. Mentre il marito va a Padova per affari il giovane amante di Teresa finisce per spassarsela con entrambe le donne, madre e figlia.
Nel parapiglia che segue quando il marito, tornato da Padova, si rende conto della situazione, dei musicanti che la brava donna aveva aiutato dando loro qualcosa da mangiare, si portano via la mucca e incontrano al mercato un infingardo, Sandron, che la compra trattando odiosamente sul prezzo. Accortisi di essere seguiti dalle guardie del podestà, i musicanti tentano uno scambio di vestiti con l'uomo che se ne approfitta per accusarli di averli rubati. Uno dei soldati restituisce i vestiti e la borsa, ma non i soldi al "furbo". Costui torna dalla moglie Tazia corteggiata da un amante, Checco, dipendente del marito, cui si concede sentendosi trascurata dall'uomo che sembra avere più interesse per l'animale che per la donna. Sandron li sorprende e nel parapiglia che ne viene fuori entra nuovamente in scena compare Michelon che suggerisce a Sandron di tornare a casa. Nel frattempo, Zanetta, moglie di Checco, accortasi della relazione fra marito e ricca amante, in cambio della promessa di mangiare tutti i giorni, accetta la proposta del marito di una condivisione. Sandron torna a casa e decide di accettare l'allargamento della "famiglia" trovando spazio nel letto nuovamente vicino alla moglie Tazia. E tutti sembrano viere felici e contenti.
Gli uomini di paron Beolco portano via la mucca a Sandron che finisce nella masseria del ricco sfruttatore. Nel frattempo, Nane, il ruffiano, le vende Fiorina, la moglie del Ruzante, che ritrova Fiorina la vacca e decide di accettare la corte del padrone. Il padrone decide di disfarsi della sua amante precedente restituendola al marito, ma costei non ne vuol più sapere di lui. Compare Michelon suggerisce a paron Beolco di far vestire Fiorina dal migliore sarto di Padova, approfittandosi della sua presunta omosessualità. In realtà questi si approfitta di questa sua nomea per accoppiarsi con le donne che veste, prendendosi anche gioco della stupidità dei padroni che si fanno beffe di lui e dei suoi ruffiani, come, per es., il massaro che ripete come un pappagallo le paroli finali dei discorsi del padrone.
Approda alla masseria Ruzante che ritrova Fiorina e compare Michelon, che gli aveva suggerito di andare in guerra per far soldi ma soprattutto per poter vincere le resistenze della moglie alla sua corte. La donna è ben vestita mentre Ruzante è in cenci, mal ridotto e alla vista del torvo padrone rivendica la sua Fiorina. Gli sgherri del padrone lo finiscono di botte e il solito Michelon consiglia a Ruzante di tornare nuovamente in guerra.

## Produzione

### Luoghi delle riprese
- Nonostante il film sia ambientato in Veneto, nelle zone del padovano originarie di Ruzante, in realtà le riprese vennero effettuate nel Lazio. Si riconoscono il Castello di Ceri (Cerveteri), il Castello di Corcolle e le Cascate di Monte Gelato di Mazzano Romano, queste ultime nella sequenza in cui Ewa Aulin si reca a lavare i panni.